# Wybory prezydenckie w Islandii w 2020 roku
Wybory prezydenckie w Islandii odbyły się 27 czerwca 2020 roku. W wyborach zwyciężył urzędujący prezydent Guðni Jóhannesson, zdobywając 92% głosów.

## Kandydaci
W wyborach kandydowali ówczesny prezydent Guðni Jóhannesson i biznesmen Guðmundur Franklín Jónsson.

## Wyniki
W wyborach zagłosowało 168,821 obywateli (frekwencja wyniosła 66,92%) z czego 1012 głosów zostało uznanych za nieważne. Wygrał je urzędujący prezydent Guðni Jóhannesson, zdobywając 92% głosów.
| Kandydat                   | Partia     | Liczba głosów | % głosów |
| -------------------------- | ---------- | ------------- | -------- |
| Guðni Jóhannesson          | Niezależny | 150 913       | 92,20    |
| Guðmundur Franklín Jónsson | Niezależny | 12 797        | 7,80     |